# ISO 3166-2:PG
ISO 3166-2:PG is een ISO-standaard met betrekking tot de zogenaamde geocodes. Het is een subset van de ISO 3166-2 tabel, die specifiek betrekking heeft op Papoea-Nieuw-Guinea. 
De gegevens werden tot op 3 november 2014 geüpdatet op het ISO Online Browsing Platform (OBP). Hier worden 1 district - distrik () / district (en) / district (fr) – , 20 provincies - provins () / province (en) / province (fr) – en 1 autonome regio - autonomous region (en) / région autonome (fr) - gedefinieerd.
Volgens de eerste set, ISO 3166-1, staat PG voor Papoea-Nieuw-Guinea, het tweede gedeelte is een drieletterige code.

## Codes
| Code   | Naam                                     | Categorie      |
| ------ | ---------------------------------------- | -------------- |
| PG-NSB | Autonome Regio Bougainville              | autonome regio |
| PG-NCD | National Capital District (Port Moresby) | district       |
| PG-CPM | Central                                  | provincie      |
| PG-CPK | Chimbu                                   | provincie      |
| PG-EBR | East New Britain                         | provincie      |
| PG-ESW | East Sepik                               | provincie      |
| PG-EHG | Eastern Highlands                        | provincie      |
| PG-EPW | Enga                                     | provincie      |
| PG-GPK | Gulf                                     | provincie      |
| PG-HLA | Hela                                     | provincie      |
| PG-JWK | Jiwaka                                   | provincie      |
| PG-MPM | Madang                                   | provincie      |
| PG-MRL | Manus                                    | provincie      |
| PG-MBA | Milne Bay                                | provincie      |
| PG-MPL | Morobe                                   | provincie      |
| PG-NCD | National Capital District (Port Moresby) | district       |
| PG-NIK | New Ireland                              | provincie      |
| PG-NPP | Northern                                 | provincie      |
| PG-SHM | Southern Highlands                       | provincie      |
| PG-WBK | West New Britain                         | provincie      |
| PG-SAN | West Sepik                               | provincie      |
| PG-WPD | Western                                  | provincie      |
| PG-WHM | Western Highlands                        | provincie      |